# Paetongtarn Shinawatra
Paetongtarn Shinawatra (แพทองธาร ชินวัตร) – kælenavn Ung Ing (อุ๊งอิ๊ง) – er en thailandsk politiker, født den 21. august 1986, datter af den tidligere premierminister Thaksin Shinawatra og fra den 16. august 2024 nationens 31. premierminister siden revolutionen i 1932.
Paetongtarn gik først ind i politik i 2022, hvor hun som medlem af Pheu Thai-partiet var aktiv i parlamentsvalgkampen i 2023 og var en af tre mulige premierministerkandidater. Efter valget blev hun valgt til leder af partiet.

## Tidligt liv og uddannelse
Paetongtarn Shinawatra blev født i Bangkok den 21. august 1986, som yngste barn af Thaksin Shinawatra og Khunying Potjaman Damapong. Hendes kælenavn er Ung-Ing. Hun har en seks år ældre bror, Oak-Panthongtae, og en fire år ældre søster, Aim-Pintongta.
Hun gik i skole på St. Joseph Convent School og Mater Dei School. Hun opnåede en bachelorgrad i statskundskab fra Chulalongkorn College og fortsatte sine studier med MSc fra University of Surrey i Storbritannien, med hovedfag i International Hospitality Management.

## Erhvervskarriere
Efter sin uddannelse vendte Paetongtarn Shinawatra tilbage til Thailand for at drive familiens hotelvirksomhed. Hun blev den største aktionær i SC Asset Corporation Public Company Limited og bestyrelsesmedlem i Thaicom Foundation. Hun blev også aktierejer i andre virksomheder, herunder Rosewood Bangkok Hotel, Thames Valley Khao Yai og The Sisters Nails & More.

## Omstridt politikerfamilie
Paetongtarn Shinawatra er kendt som datter af den tidligere premierminister Thaksin Shinawatra. Hun har fulgt sin far på offentlige kampagner mens han var nationens 23. premierminister fra 2001 til 2006, hvor han blev afsat ved et militærkup. Hendes svigerbror er den 26. premierminister Somchai Wongsawat, der blev fjernet fra embedet, da Forfatningsdomstolen beordrede opløsningen af People's Power Party i 2008. Derefter blev hendes tante, Yingluck Shinawatra, Thailands første kvindelige premierminister, beordret til at træde tilbage af forfatningsdomstolen kort før militærkuppet i 2014. Hun flygtede ud af landet i 2017, inden hun blev idømt 5 års fængsel for uagtsomhed i en rispant-ordning.
Paetongtarn vovede dog at gå ind i politik på trods af, at hun var vidne til sin fars, sin onkels og sin tantes skæbne. I en alder af 36 år blev hun under Pheu Thai-partiets årlige generalforsamling, den 28. oktober 2021, introduceret som partiets chefrådgiver for deltagelse og innovation.

## Politisk karriere
Paetongtarn Shinawatra var en af tre premierministerkandidater ved parlamentsvalget i 2023. Pheu Tahi-partiet vandt 141 mandater og blev med 10 færre mandater, det næststørste parti efter Move Forward Party, hvilket markerede Pheu Thai-partiets første nederlag. Pheu Thai var dog under Srettha Thavisins ledelse i stand til at danne en koalitionsregering, blandt andre sammen med den afgående premierminister, general Prayut Chan-o-chas regerings partnere. Paetongtarn accepterede dog ikke en ministerpost, men valgte at blive næstformand for Soft Power Strategy Committee. Hendes far, Thaksin, havde tidligere havde udtalt: »Ing bør blive i partiet, Srettha i Government House (regeringsbygningen).«
Den 27. oktober 2023 blev Paetongtarn på Pheu Thai-partiets årsmøde valgt til ny leder uden modkandidater, efter partiets tidligere leder, Chonlanan Srikaew, var trådt tilbage den 30. august. Regeringens vicepremierminister og indenrigsminister, Anutin Charnvirakul udtalte den 29. oktober, at den politiske atmosfære vil afgøre, hvor hurtigt de facto Pheu Thai-boss Thaksin Shinawatras datter bliver premierminister. Anutin, som også er leder af Bhumjaithai-partiet, sagde tillige, at det ikke er muligt at forudse, hvordan politik vil forme sig, fordi det er en sag hvert enkelt parti at beslutter.
Efter Srettha Thavisins afsættelse som premierminister den 14. august 2024, blev mange udenlandske analytikere overrasket over, at Thaksin besluttede at ophøje sin datter til premiereposten, da det var en udbredt opfattelse, at han ville foretrække at holde hende uden for den direkte politiske kamp, der tidligere har ført til både hans egen og hans søster Yinglucks politiske undergange.
Den 16. august valgte Repræsentanternes Hus – med 319 ud af 493 stemmer, hvoraf 145 stemte imod og 27 undlod at stemme samt to var fraværende – Pheu Thai-partiets leder, den 37-årige Paetongtarn Shinawatra som nationens ny premierminister.
De økonomiske spørgsmål er en ekstremt udfordrende opgave for hende, da Thailand ligesom mange andre lande står over for en vanskelig genopretningssituation i efter COVID-19-pandemien. Trods kritik På sociale medier for sine kampagne for, at forbedre thailændernes levestandard, udviser hun tålmodighed svarende til sin tante Yingluck, men med en meget mere selvsikker attitude. Der spekuleres i, om Paetongtarns embedsperiode kan bryde forbandelsen fra Shinawatra-familiens lederskabsskæbne.
Den 1. juli 2025 suspenderede forfatningsdomstolen Paetongtarn Shinawatra som premierminister – hun kunne dog fortsætte som kulturminister – på grund af en lækket lydoptagelse fra en telefonsamtale hun havde med Cambodjas tidligere premierminister Hun Sen. I lydoptagelsen omtale Paetongtarn Hun Sen som "onkel" og omtalte en thailandsk militærleder som hendes "modstander". Sagen var indbragt for forfatningsdomstolen af 36 senatorer.

## Personligt liv
Paetongtarn giftede sig med Pitaka Suksawat i 2019. De har to børn, en datter, Thitharn Suksawat, og en søn, Phutchasin Suksawat, som hun fødte, mens hun støttede partikampagnen til parlamentsvalget i 2023.
Pitaka Suksawat har en bachelorgrad i maskinteknik. Han var pilot ved et fremtrædende flyselskab, men skiftede job, da han blev gift med Paetongtarn, hvorefter han fungerer som Vice Chief Investment Officer hos Rende Development Co., Ltd., her fører han tilsyn med investeringsoperationer på både indenlandske og internationale markeder.

## Tidslinje
- 2021, oktober:
Går ind i politik som chefrådgiver for deltagelse og innovation i Pheu Thai Party.[14]
- 2022, marts:
Bliver præsident for Pheu Thai Familien.[14]
- 2023, april:
Valgt som en af Pheu Thai-partiets tre premieministerkandidater.[14]
- 2023, september:
Bliver forperson for soft power strategiudvalget.[14]
- 2023, oktober:
Udpeget som næstformand for det Nationale Sundheds-systems Udviklings Kommitte.[14]
- 2023, oktober:
Valgt som Pheu Thai-partileder.
- 2024, august:
Valgt som Thailands 31. premierminister.[7]